# 愛†少女
『愛†少女』（アイ・ガール）は、すぎ恵美子による日本の漫画作品。
『月刊少女コミックCheese!』（小学館）にて2003年3月号から2004年6月号まで全16話が連載された。単行本は全4巻。
重い心臓病を患い、死ぬ前に熱烈な恋愛をしたいと願う少女が、新しく担任となった教師と恋に落ちる物語。

## 登場人物
東条 蒼子（とうじょう そうこ）
私立百合ヶ丘女学院高等部1年生。16歳。処女は本当に好きな人に捧げたいと思っており、これまで付き合ってきた男にはオーラルセックスをし、その人が自分の相手に相応しいかどうかを見極めていた。
心臓の先天性疾患で17歳までしか生きられないと言われている。家族はこのことを隠しているが、話しているところをたまたま聞いてしまったため本人は知っており、生きていることを実感できるような熱烈な恋愛をしたいと願っている。
上田 蒼吾（うえだ そうご）
蒼子の担任。23歳。世界史担当。背中に羽根と十字架のデザインの大きなタトゥーを入れている。蒼子の病気と余命のことを知り、彼女のことを愛するようになる。
少年時代は荒れていた。最愛の妹が敵対するチームのリーダーと恋愛関係に陥り、逃げる2人をバイクで追いかけ事故を起こさせ死なせてしまった。
東条 紅美子（とうじょう くみこ）
蒼子の姉。百合ヶ丘女学院の教師。大学院進学を希望していたが、余命幾ばくも無い妹が無理をしないよう側で見守るために、教職に就いた。
蒼吾のことを好きになってしまうが、玲に蒼子と蒼吾の関係をバラすと脅され犯されたことがきっかけで、蒼子から奪ってでもと考えるようになり、蒼吾に憎しみを抱く玲と協力していく。
金城 玲（かねしろ あきら）
蒼吾の妹と付き合っていた男の弟。17歳。兄を死なせた蒼吾を憎んでいる。蒼子と蒼吾の関係をバラすと紅美子を脅し、無理やり犯す。

## 書誌情報
- すぎ恵美子 『愛†少女』 小学館〈フラワーコミックス〉 全4巻
  1. 2003年6月26日発売、ISBN 4-09-138134-0
  2. 2003年10月25日発売、ISBN 4-09-138135-9
  3. 2004年2月26日発売、ISBN 4-09-138136-7
  4. 2004年6月25日発売、ISBN 4-09-138137-5